# 达坂城镇
达坂城镇，是中华人民共和国新疆维吾尔自治区乌鲁木齐市达坂城区下辖的一个乡镇级行政单位。

## 行政区划
达坂城镇下辖以下地区：
达坂村、八家户村和红山嘴子村。